# Palaroller
Il Palaroller è il principale palazzo dello sport di Castelnuovo Rangone situato nella frazione di Montale Rangone, in provincia di Modena.